# Chiesa della Croce di Lucca
La chiesa della Croce di Lucca è una delle chiese monumentali di Napoli; è situata in via dei Tribunali.

## Storia

La demolizione del chiostro per far spazio al Policlinico.

Tra il 1534 e il 1537, un gruppo di lucchesi, tra cui si ricordano Andrea Sbarra, Sebastiano Puccini e sua moglie Cremona (poi monaca) e Francesco Cenami decisero di fondare un monastero dedicata al Crocifisso (Santo Volto) venerato nel duomo di Lucca. Questo monastero fu eretto nel 1538, autorizzato dal generale dell'Ordine carmelitano dell'Antica osservanza, fra Nicolas Audet, di origine cipriota. In questo modo  ebbe inizio il più antico Carmelo femminile nel Sud Italia posto sotto la giurisdizione dell’Ordine. Da questa comunità sarebbe stato fondato il Carmelo del SS. Sacramento e di S. Maria Maddalena de Pazzi (1637-1806) centro del culto della mistica fiorentina a Napoli,  oltre alle fondazioni di Putignano (1552 - XIX sec.), Castellammare (1560 - 1952) e Allentown (Usa 1931 -). Il monastero era provvisto di una chiesa che,  nel XVII secolo, subì interventi di espansione e fu sempre più arricchita anche ad opera dell'architetto Francesco Antonio Picchiatti, autore anche di una acquasantiera.
Tra il 1688 e il 1694 furono risistemate delle cappelle. Nel XVIII secolo l'architetto Giovanni Battista Manni realizzò la sacrestia nuova, e il figlio Costantino Manni diresse per più di cinquant'anni il cantiere di restauro; durante la direzione di Costantino furono realizzate nuove decorazioni da parte di pittori del panorama settecentesco, mentre l'abside e il pavimento furono restaurati dall'architetto Ferdinando Sanfelice.
All'inizio del XX secolo, il monastero e la chiesa furono espropriati.  Furono abbattuti il chiostro del Picchiatti e buona parte dei locali della chiesa, e il luogo di culto subì un taglio di circa sette metri per la costruzione dell'edificio ospedaliero del Policlinico. La chiesa attualmente è sconsacrata e sede di concerti e conferenze.
La comunità monastica, dopo molteplici trasferimenti a Pollena Trocchia, S. Cristoforo Ispani e a Roccagloriosa (SA), nel XX secolo, è stata chiusa il 1 ottobre 2013.

## Descrizione

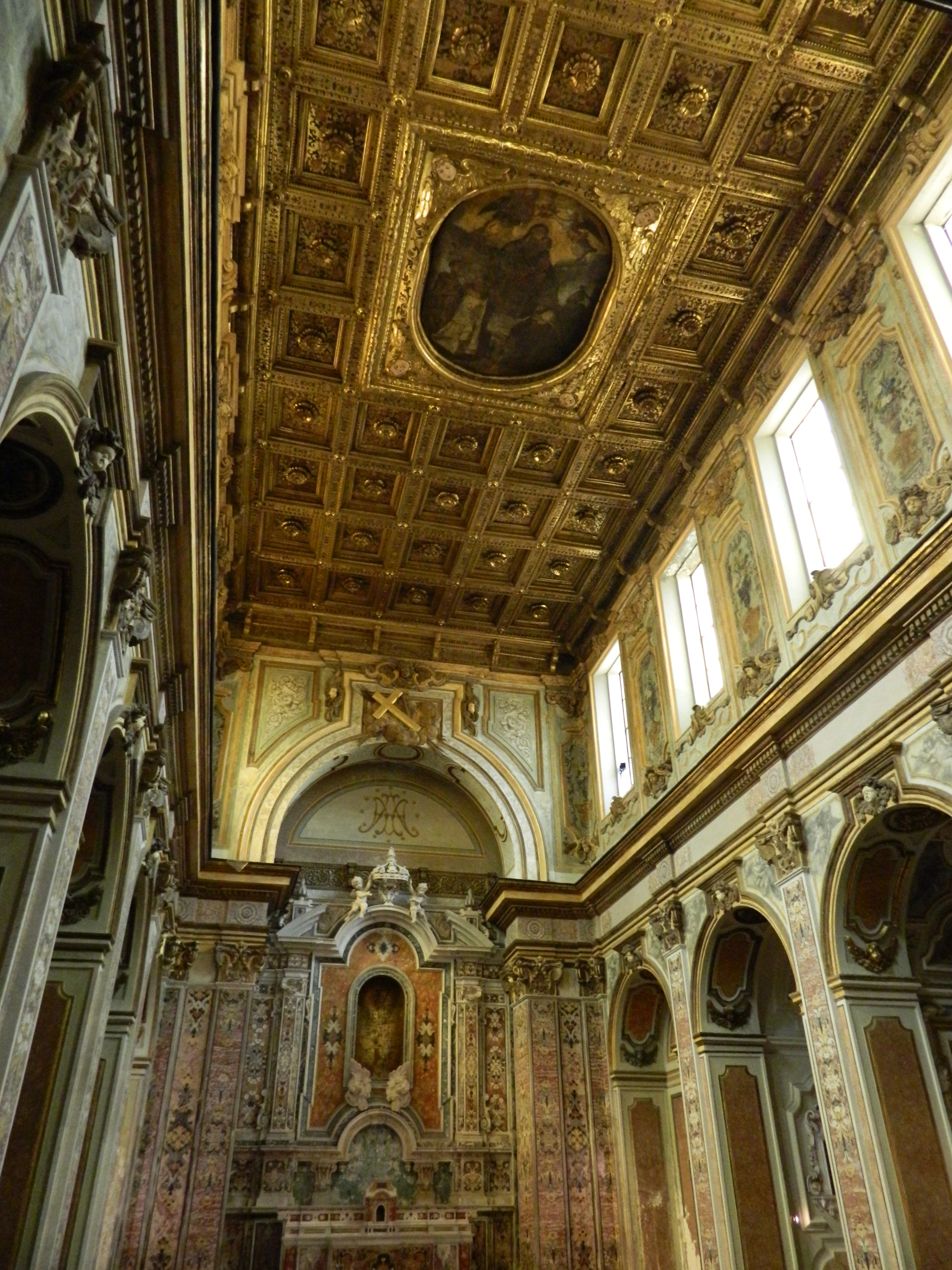
Scorcio dell'interno con le sue imitazioni a pennello di molteplici tipi di marmo.

La facciata, molto semplice, è caratterizzata dal portale in piperno con intarsi in marmo. Il portale è sormontato da un timpano arcuato spezzato, sul quale s'inserisce una nicchia che termina con un timpano triangolare con il dipinto del crocifisso. Inoltre sul portale si apre una finestra ad arco semplice affiancata da una coppia di decorazioni in stucco simili a fasce su entrambi i lati.
L'interno è a navata unica con cappelle laterali; il soffitto a cassettoni racchiude il dipinto che raffigura la Madonna del Carmine e i Santi, opera del XVII secolo di Gian Vincenzo Forlì. Interessanti le finte decorazioni interne dipinte a imitazione di vari tipi di marmo che caratterizzano la navata e la tribuna; nelle cappelle ci sono dipinti Nicola Maria Rossi e Nicola Malinconico.
La chiesa presenta un'austera entrata, a destra della facciata.

## Galleria d'immagini

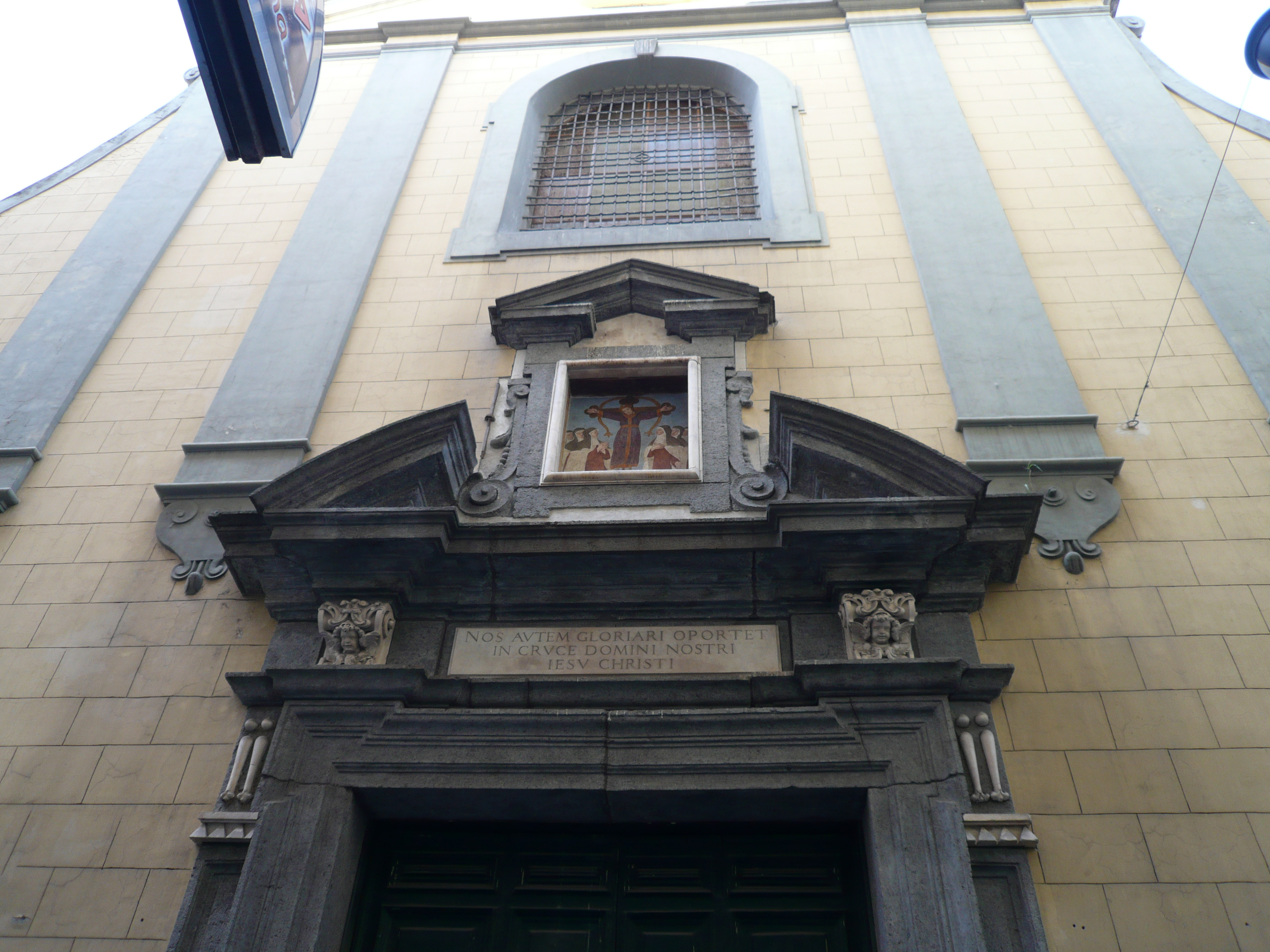
Particolare della facciata.
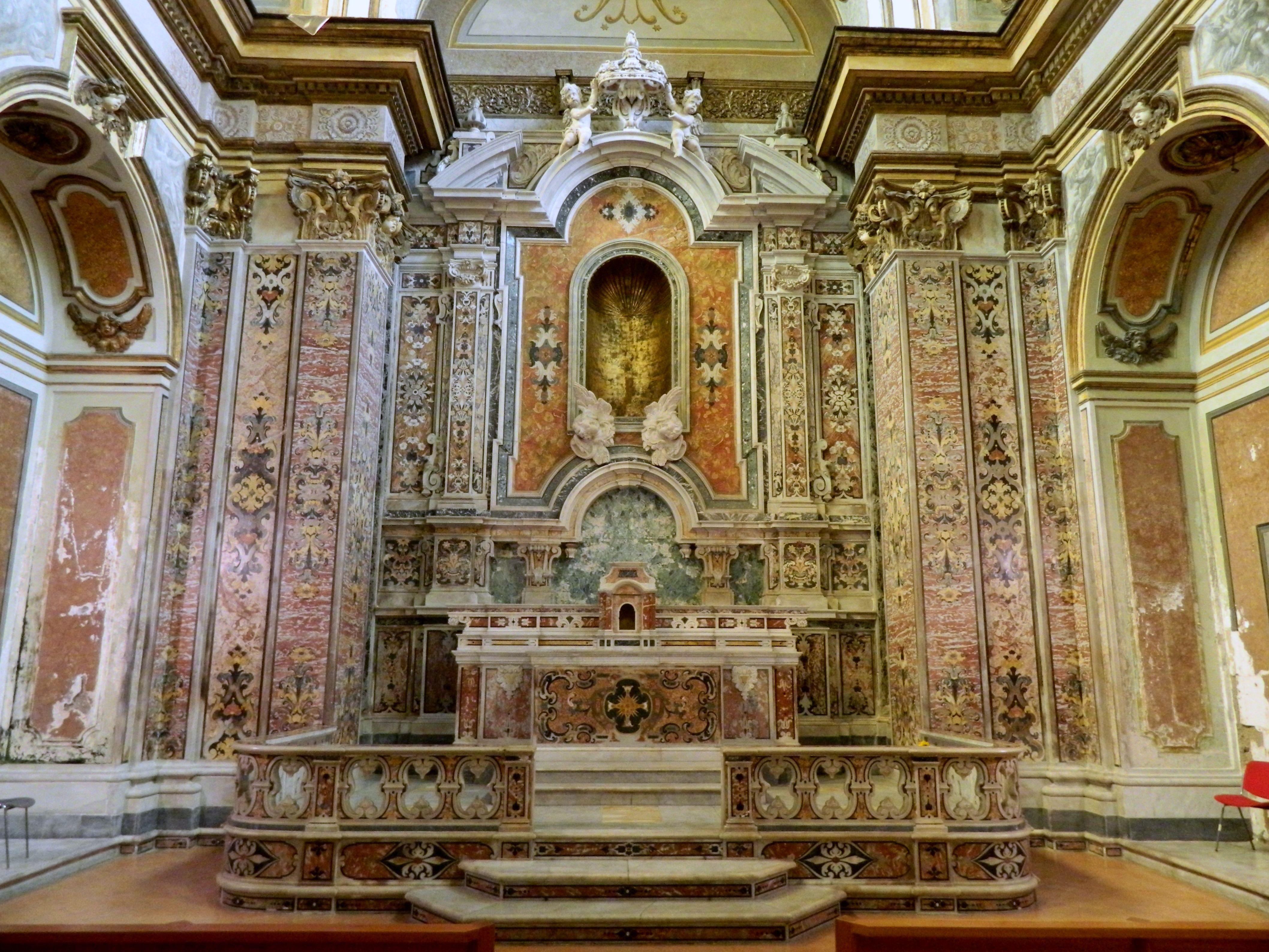
Altare maggiore in finti marmi dipinti.
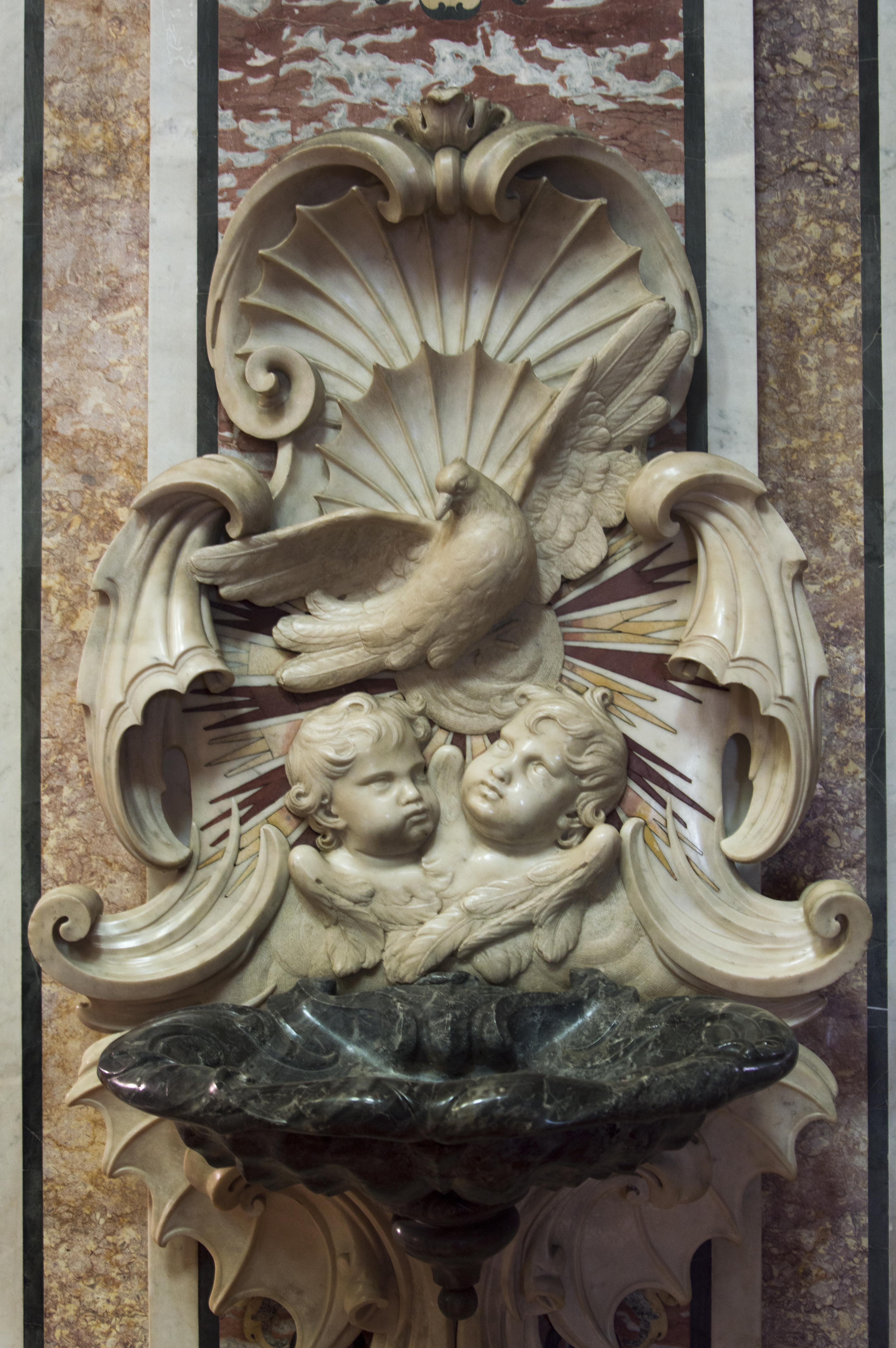
Acquasantiera.